# Miłek wołżański
Miłek wołżański (Adonis volgensis) – gatunek roślin z rodziny jaskrowatych (Ranunculaceae). Występuje w południowo-wschodniej Europie (od Węgier i Bułgarii na wschód), w Turcji, rejonie Kaukazu, w Kazachstanie i zachodniej Syberii.
Różni się od miłka wiosennego siłą wzrostu i mniejszymi kwiatami. Działanie lecznicze i zastosowanie takie samo jak miłek wiosenny, tyle że słabsze.